# Scotopsinus
Scotopsinus es un género de gorgojos de la familia Attelabidae. En 1925 Voss describió el género. Esta es la lista de especies que lo componen:
- Scotopsinus bituberculatipennis Hesse, 1929
- Scotopsinus humerosus Voss, 1925
- Scotopsinus longiceps Hustache, 1939
- Scotopsinus tubersulosus Voss, 1925
- Scotopsinus tuberifer Voss, 1925
- Scotopsinus verrucifer Voss, 1925